# Bourg-Saint-Andéol
Bourg-Saint-Andéol är en kommun i departementet Ardèche i regionen Auvergne-Rhône-Alpes i sydöstra Frankrike. Kommunen ligger  i kantonen Bourg-Saint-Andéol som ligger i arrondissementet Privas. År 2022 hade Bourg-Saint-Andéol 7 506 invånare.
Bourg-Saint-Andéol var tidigare känd för sin mosaikstens- och kritindustri.

## Befolkningsutveckling
Antalet invånare i kommunen Bourg-Saint-Andéol
Referens: INSEE

## Galleri

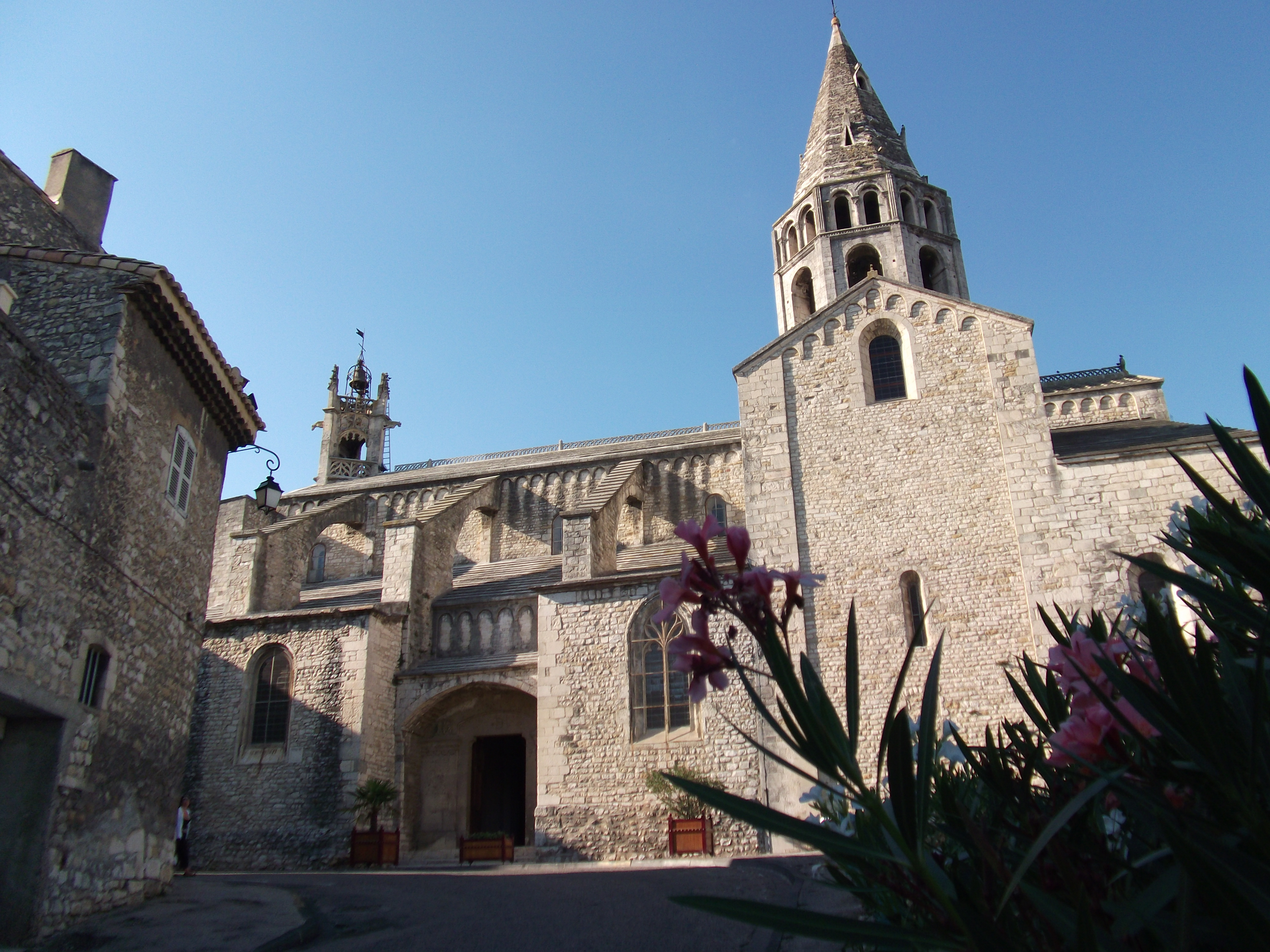
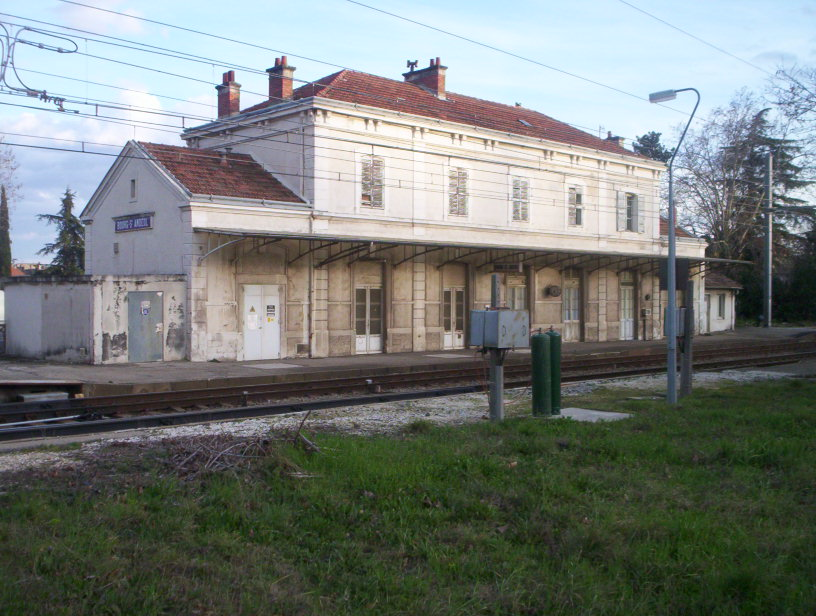
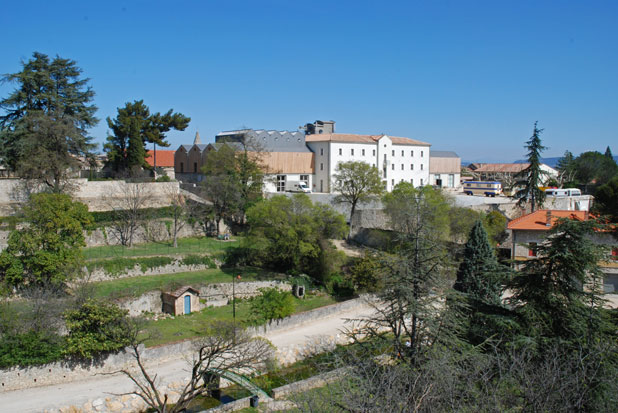
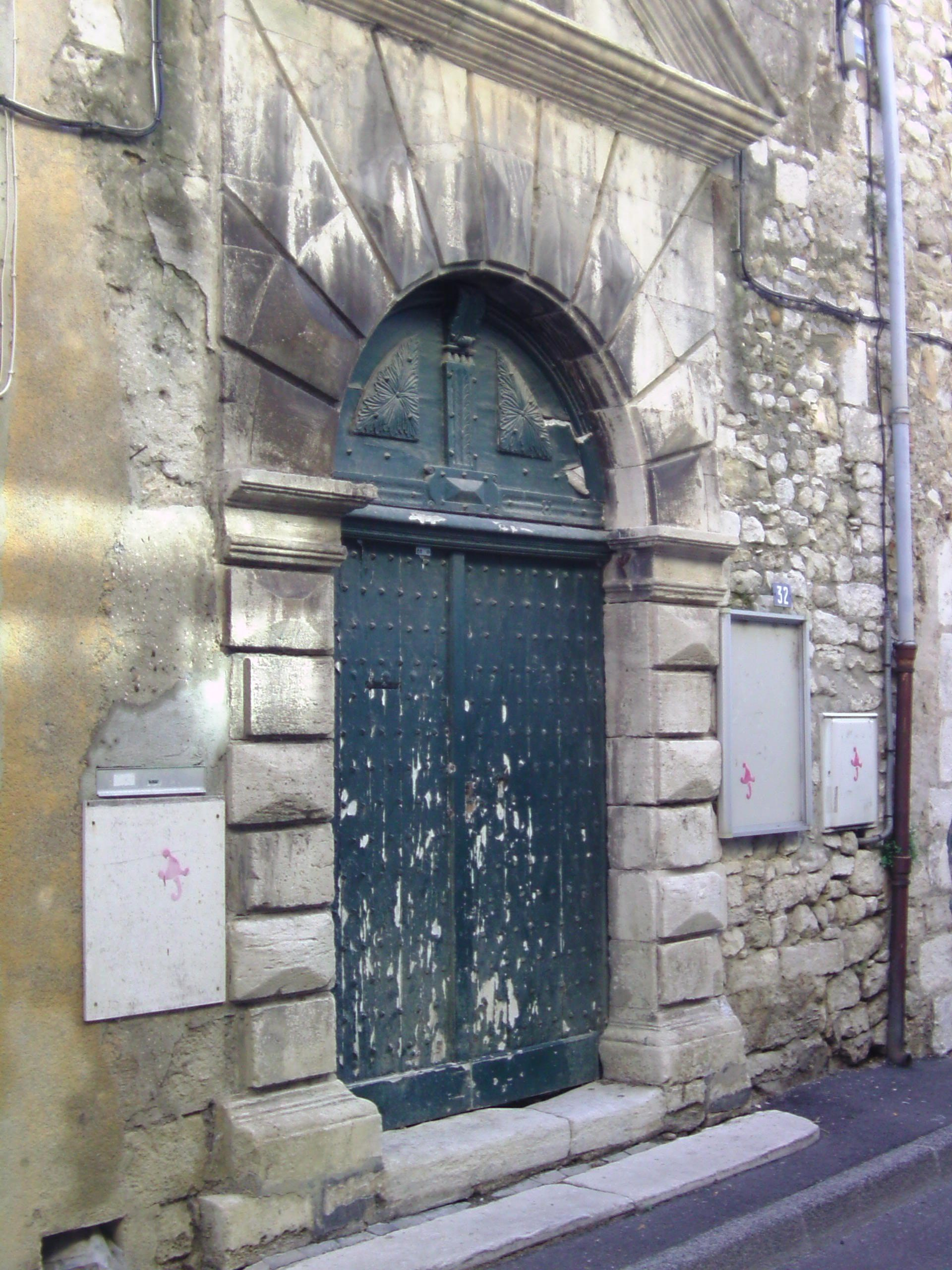
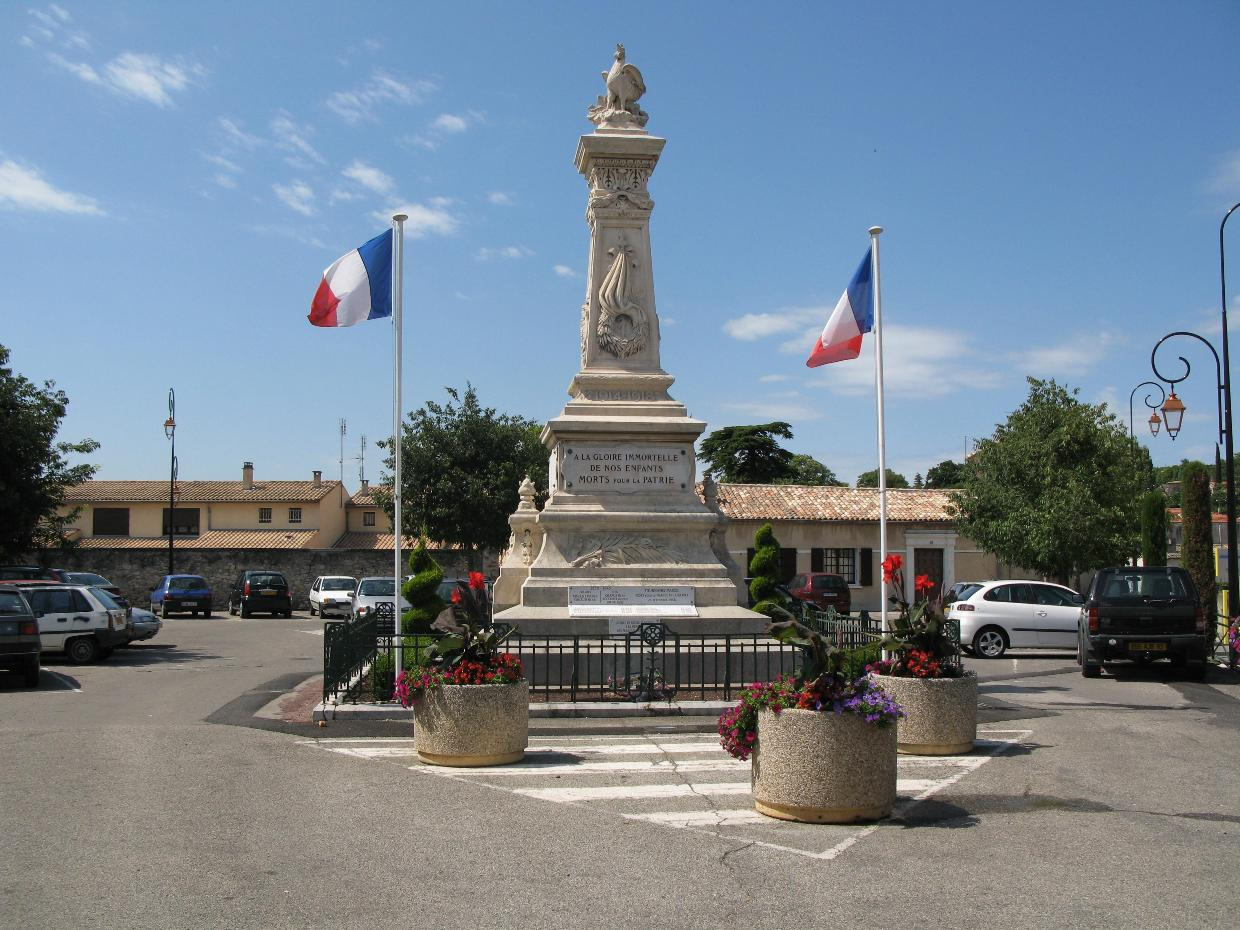
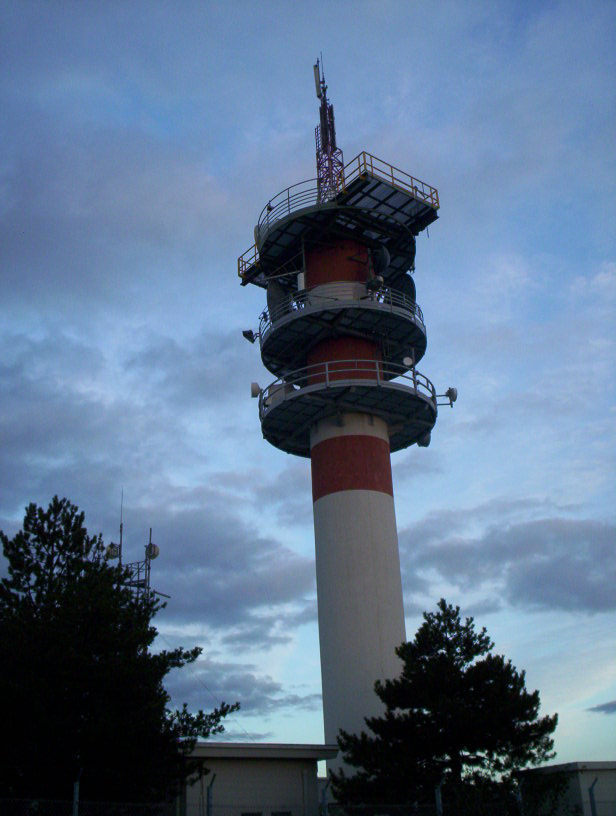